# Steve Chubin
Stephen Chubin , (nacido el 8 de febrero de 1944 en Nueva York, Nueva York) es un exjugador de baloncesto estadounidense. Con 1.88 de estatura, su puesto natural en la cancha era el de base.

## Trayectoria
- Forest Hills High School
- Universidad de Rhode Island (1961-1966)
- Olimpia Milano (1966-1967)
- Anaheim Amigos (1967-1968)
- Los Angeles Stars (1968)
- Minnesota Pipers (1968)
- Indiana Pacers (1968-1969)
- New York Nets (1969)
- Pittsburgh Pipers (1969)
- Indiana Pacers (1969-1970)
- Kentucky Colonels (1970)
- Hamden Bics (1970-1971)